# Лос-Пинчудос
Лос-Пинчудос, Los Pinchudos, букв. «большие мужские члены» — могильный комплекс культуры Чачапойя в Перу. Состоит из 9 могил, выдолбленных в высокой скале в зоне высокогорных лесов в Андах. Находится в национальном парке Рио-Абисео, памятнике Всемирного наследия.
Вандалы изуродовали часть памятника и даже свалили одну из шести статуй, чьи крупные анатомические подробности дали название памятнику.